# Francisco Antonio Pinto
Francisco Antonio Pinto y Díaz de la Puente (Santiago, 23 de julio de 1785 - ibídem, 18 de julio de 1858) fue un abogado y militar y político chileno, miembro del Partido Liberal (PL). Se desempeñó como presidente de la República entre el 19 de octubre de 1827 y el 2 de noviembre de 1829, año en que estalló una reacción conservadora que quedó plasmada en una guerra civil. Pinto renunció a la jefatura del Estado, que dejó en manos de Francisco Ramón Vicuña. Posteriormente ejerció como diputado entre 1843 y 1846, y como senador entre 1846 y 1858; en ambas responsabilidades fungió la presidencia de sus respectivas cámaras legislativas.
Al formarse la Primera Junta de Gobierno de Chile en 1810, retornó desde Lima para sumarse al «bando patriota». Al poco tiempo partió a Inglaterra, desde donde regresó en el período de la reconquista para unirse al Ejército Libertador en Mendoza.
De tendencia política liberal, tras la victoria de los patriotas en la batalla de Chacabuco formó parte de la Expedición Libertadora del Perú. Fue nombrado intendente de Coquimbo y en 1824 ministro de Gobierno y Relaciones Exteriores por el presidente Ramón Freire y vicepresidente de la República en 1827. Al año siguiente lideró, como presidente de la República, el proceso constituyente que dio como resultado la «Constitución liberal». En mayo de 1829 fue reelecto como presidente y durante su gobierno lidió con el fracaso de las leyes federales y posteriormente con el ensayo liberal.
El liderazgo de su presidencia comenzó a mermarse en 1828 debido a los intentos de motines militares causados por los meses de sueldo impagos que generó descontento. Los conservadores aprovecharon esta situación para dividir al Ejército y comenzar su fortalecimiento político. El presidente Pinto renunció temporalmente en 1829 aludiendo razones de salud, aunque en los hechos fue por la impugnación de la elección de su vicepresidente, siendo reemplazado interinamente por el presidente del Congreso Francisco Ramón Vicuña.
En octubre de ese mismo año intentó volver al cargo, sin embargo, las fuerzas conservadoras que habían logrado la adhesión de parte del ejército e impugnado las elecciones de diputados y senadores y del mismo presidente y vicepresidente, empujaron el desarrollo de la guerra civil que arrasó con las fuerzas liberales e implementó un nuevo proyecto político a partir de la Constitución de 1833.
Tras la derrota liberal fue perseguido, situación que se revirtió tras el matrimonio de su hija Enriqueta Pinto Garmendia con el presidente Manuel Bulnes Prieto, lo que lo rehabilitó políticamente. Su yerno lo nombró consejero de Estado en 1843, siendo luego electo diputado por La Serena y presidente de la Cámara de Diputados. En 1846 asumió como senador propietario y alcanzó de igual manera la presidencia de la Cámara alta.

## Primeros años
Nació en Santiago de Chile el 23 de julio de 1785, hijo de Joaquin Fernández de Pinto, nacido en España pero de origen portugués, proveniente de una de las familias más antiguas y nobles de Portugal, y de la española Mercedes Díaz de la Puente y Darrigrande. Pinto fue un caso especial entre sus coetáneos: provenía de un hogar de padres nacidos en la península ibérica, algo poco común para la época, puesto que la mayoría era descendiente de criollos.[cita requerida]
Estudió humanidades en el Convictorio Carolino, en donde trabó amistad con muchos de los futuros miembros del proceso de Independencia, y posteriormente cursó Leyes en la Real Universidad de San Felipe, de la que se recibió como abogado el 11 de octubre de 1808.
En una primera fase de su actividad se dedicó a las actividades comerciales. Paralelamente había seguido una carrera militar: en 1807 era —en calidad de oficial— miembro de las filas del regimiento de milicias de Santiago (del Rey). Fue instructor de reclutas en el campamento de Las Lomas.
Miembro de la aristocracia, durante el proceso de Independencia de Chile se asoció al bando patriota, pero no destacó como militar sino como diplomático. Hacia 1810, se encontraba en Lima (Perú) cuando supo de la formación de la Primera Junta de Gobierno. De retorno a Santiago se le encargó la representación de Chile ante la Junta de Buenos Aires en 1811 y en dónde firmó el primer acuerdo diplomático entre ambos países. Dos años más tarde fue enviado a Inglaterra para intentar que ese país reconociera la independencia de Chile, cosa que no consiguió.
Estaba en Europa cuando en octubre de 1814 ocurrió el Desastre de Rancagua, la derrota patriota que marcó el inicio la restauración monárquica. Conoció al vocal de la Primera Junta de Gobierno de Argentina, Manuel Belgrano, y con él regresó a América, donde combatió contra los caudillos regionales en la campaña del Alto Perú.
En 1820 regresó a Chile con el grado de coronel, ya casado —en una boda en la que fue Belgrano fue padrino— con la patriota argentina, Luisa Garmendia Alurralde y con la hija de ambos, Enriqueta, que había nacido en Tucumán y que con el tiempo se convirtió en la esposa del presidente Manuel Bulnes.
Llegado a su país, el director supremo Bernardo O'Higgins le envió a participar en la Expedición Libertadora del Perú, bajo las órdenes de José de San Martín. Regresó en 1824 con el grado de brigadier, siendo nombrado inmediatamente por el director supremo Ramón Freire como intendente de Coquimbo.

## Carrera política
El 12 de julio de 1824 fue nombrado durante la administración del director supremo Ramón Freire, como ministro de Gobierno y Relaciones Exteriores en reemplazo de Mariano Egaña, lo que fue considerado una maniobra para terminar con el predominio de la Constitución de 1823.[cita requerida] Durante su ministerio se disolvió el Congreso Nacional, se expulsó al obispo de Santiago de Chile José Santiago Rodríguez Zorrilla, partidario de los realistas, se profundizó el conflicto de poderes con la Iglesia católica, usó la intervención electoral para elegir a diputados adictos al régimen, se derogó la Constitución de 1823 y se empezó a trabajar par redactar una nueva carta magna.[cita requerida] Pralelamente, fue ministro de Guerra provisional, desde el 2 de octubre de 1824 hasta el 22 de febrero de 1825. Ejerció como ministro de Gobierno y Relaciones Exteriores hasta el 22 de febrero de 1825, cuando renunció por quebrantos en su salud.
Al abandonar el ministerio fue designado nuevamente intendente de Coquimbo. En ese cargo, se eligió una Asamblea Provincial, que entró en conflicto con el gobierno central, por la llamada de este último a elecciones parlamentarias, que a juicio de la asamblea eran prematuras, pero la discusión política pasó a segundo plano con el descubrimiento de un rico mineral de plata encontrado en la localidad de Arqueros, sirviendo el dinero sacado de ello para financiar la expedición a Chiloé, el último bastión realista de Chile. Al llegar las ideas federalistas a la región, Pinto presentaría su renuncia, acusando problemas de salud, la que fue aceptada el 29 de septiembre de 1826.
La crisis causada por la implantación del federalismo llegaría a su clímax el 24 de enero de 1827, cuando el coronel Enrique Campino sublevó a la guarnición de Santiago en contra del gobierno y del Congreso Nacional, exigiendo que fueran elegidos presidente el general Pinto y vicepresidente el coronel Campino. Aparentemente, Pinto no sabía del plan de golpe de Estado y Campino tenía intenciones de quedarse con el poder. Sea como fuere, la rebelión fracasó: los diputados llamaron a Freire, quien logró controlar la situación, convirtiéndose de nuevo en jefe de gobierno.[cita requerida]

### Gobierno
El 13 de febrero de aquel año, bajo Freire, Pinto fue elegido vicepresidente de la República, y después de que el 5 de mayo el primero renunciara, debió encargarse del gobierno de Chile. El 19 de junio se clausuró el Congreso Nacional, lo que implicó el fin del proyecto federalista. En las nuevas elecciones, triunfó el sector pipiolo, que obtuvieron dos tercios de la cámara, que comenzó sus labores el 25 de febrero de 1828. Se iniciaron entonces los preparativos para crear una nueva Constitución: una comisión compuesta por siete personas entregó un borrador del proyecto que fue perfeccionado por el literato español José Joaquín de Mora, recién llegado a Chile; la nueva constitución se promulgó el 8 de agosto ese año.
Pinto debió enfrentar en esos días un alzamiento militar del oficial Pedro Urriola, quien levantaba la bandera del federalismo y exigía su remoción, pero el movimiento perdió fuerza rápidamente, y al contrario de sus objetivos, fortaleció el poder del presidente.

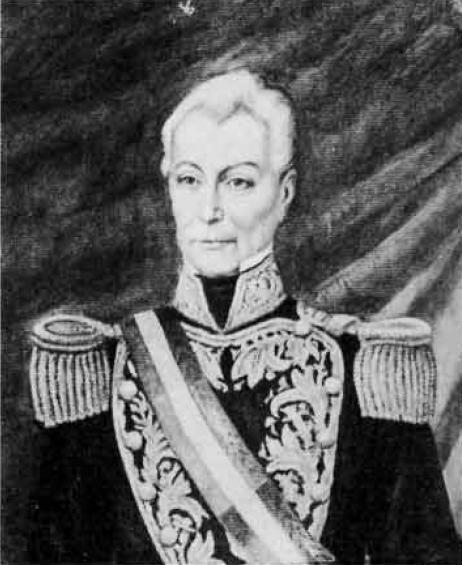
Francisco Antonio Pinto por Alejandro Cicarelli.

Cómo representante del sector pipiolo o liberal, en la elección presidencial de 1829 ganó por mayoría absoluta; sin embargo, hubo una fuerte disputa por la legitimidad del vicepresidente José Joaquín Vicuña, que tenía solo la cuarta mayoría. Pinto alegó motivos de salud y la jefatura del Estado fue ejercida interinamente (16 de julio - 19 de octubre de 1829) por el entonces presidente del Senado Francisco Ramón Vicuña Larraín.
Pinto reasumió la presidencia el 19 de octubre para el período constitucional 1829-1834, pero los ánimos estaban caldeados por la elección de vicepresidente, que estalló la guerra civil de 1829-1830: las provincias de Concepción y Maule, además del ejército del sur, liderado por José Joaquín Prieto, desconocieron la legalidad de las proclamaciones de presidente y vicepresidente que realizó el Congreso Nacional. Pinto optó por renunciar y, ante el fracaso de sus intentos de mediación entre los grupos en disputa para evitar la guerra civil, a las dos semanas, el 2 de noviembre, dejó el mando de la nación nuevamente en manos de Vicuña.
El conflicto entre liberales y conservadores terminó con la batalla de Lircay el 17 de abril de 1830, que marcó el triunfo de estos últimos y su posterior hegemonía política que se extendió por tres décadas.

### Después de su gobierno

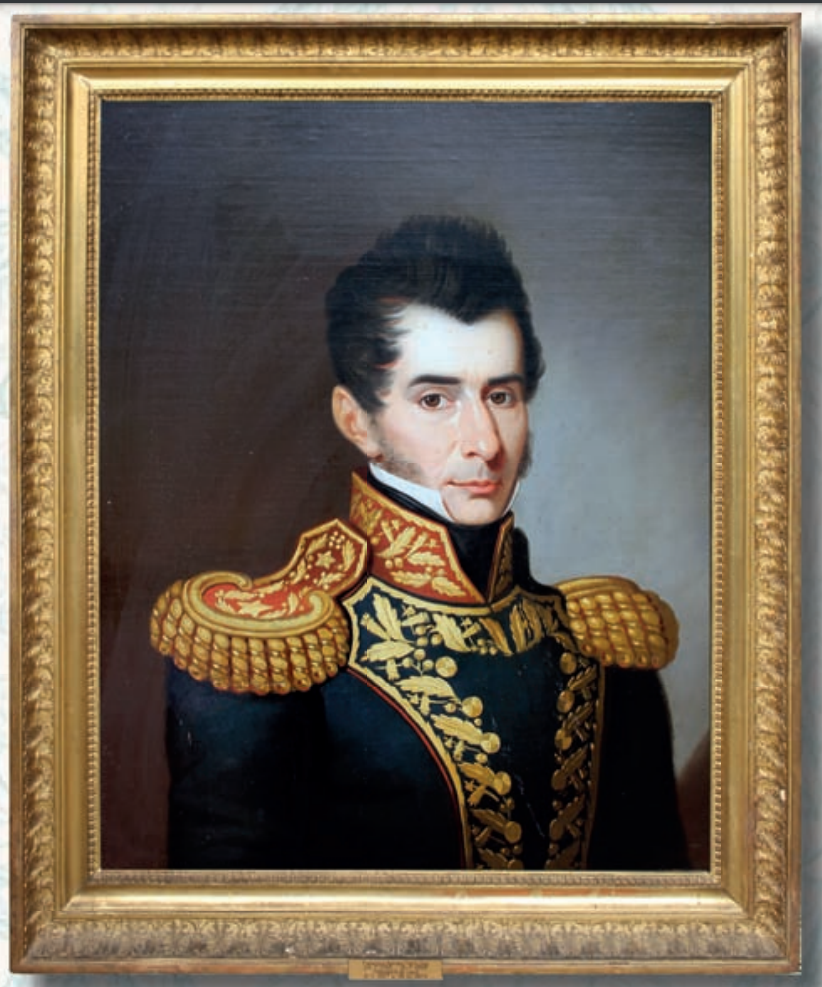
Retrato de Francisco Antonio Pinto

En 1841, el Partido Liberal (PL) proclamó su candidatura a la presidencia, siendo derrotado por el conservador, general Manuel Bulnes. Tras el triunfo conservador, se vio alejado de la política y se le retiraron sus prerrogativas de general de división, pero después de que su hija Enriqueta se casara con el general Bulnes, este le devolvió sus fueros y lo reintegró al Ejército, nombrándolo, además, consejero de Estado en 1843.
En las elecciones parlamentarias de 1843 fue elegido como diputado propietario por La Serena, por el período legislativo 1843-1846. Ejerció como presidente provisorio y luego presidente de la Cámara de Diputados, desde el 30 de mayo de 1843 hasta el 2 de junio de 1845. Para las elecciones parlamentarias de 1846 se postuló como senador, resultando electo para el período 1846-1855. Fue presidente del Senado, desde 5 de julio hasta el 6 de agosto de 1847; y presidente nuevamente, desde 13 de septiembre del mismo año hasta el 4 de junio de 1849. Asimismo, se desempeñó como vicepresidente del Senado, entre 11 de junio de 1851 y el 2 de junio de 1852. En su periodo senatorial integró la Comisión Permanente de Guerra y Marina y la de Educación y Beneficencia. Además, fue miembro de la Comisión Conservadora para el receso 1846-1847; 1847-1848; 1851-1852; y 1854-1855.
En las parlamentarias de 1855 obtuvo la reelección como senador propietario, por el período 1855-1864. Continuó integrando la Comisión Permanente de Guerra y Marina. También fue miembro de la Comisión Conservadora para el receso 1855-1856; y 1856-1857. Falleció en el ejercicio de su período parlamentario, el 18 de julio de 1858, sin lograr concluirlo.

## Matrimonio y descendencia

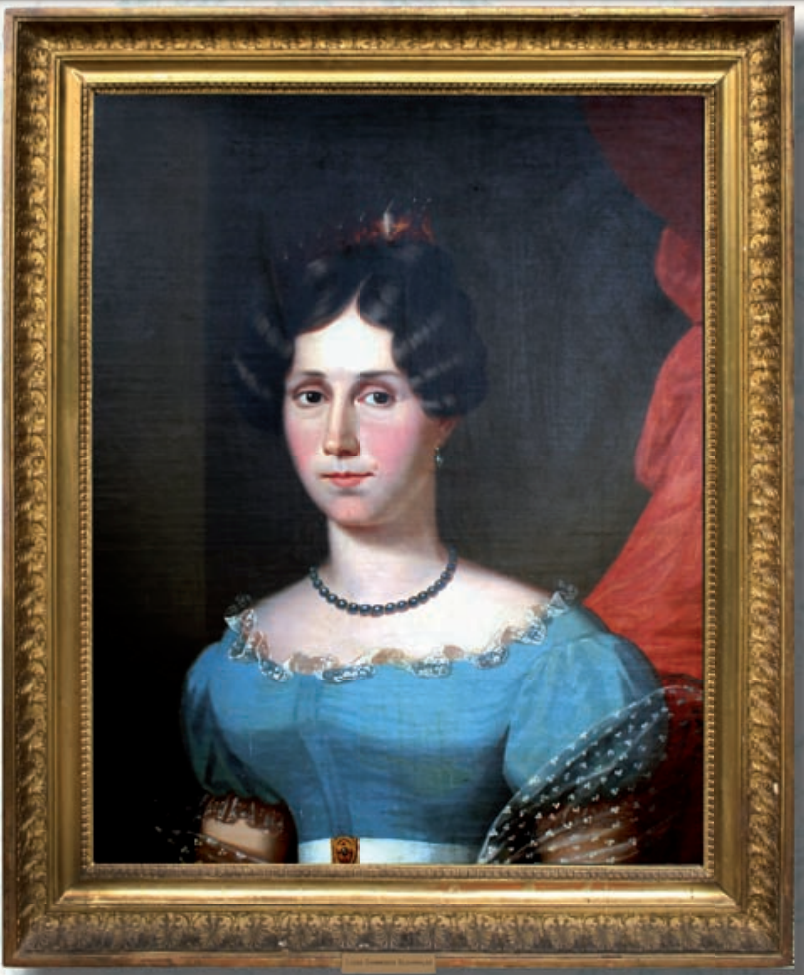
Retrato de Luisa Garmendia de Pinto.

De su matrimonio con la patriota argentina Luisa Garmendia Alurralde, quien era descendiente del último emperador inca Huayna Cápac y del conquistador Francisco de Aguirre, cabe mencionar los siguientes hijos y descendencia:
- Aníbal Pinto Garmendia, presidente de la república entre 1876-1881, casado con Delfina de la Cruz Zañartu, bisabuelos de Aníbal Pinto Santa Cruz, Premio Nacional de Humanidades y Ciencias Sociales.
- Enriqueta Pinto Garmendia, primera dama de Chile, esposa de Manuel Bulnes Prieto, presidente de la república entre 1841-1851, siendo tatarabuelos, por línea paterna, del exministro Felipe Bulnes, la ministra Consuelo Valdés, el exsenador Carlos Larraín y el ministro Juan José Ossa.
- Luisa Pinto Garmendia, casada con el diputado Ricardo Ariztía Urmeneta, tatarabuelos, por línea materna, de otro presidente de Chile: Sebastián Piñera Echenique.
- Delfina Pinto Garmendia, casada con el parlamentario Francisco Rozas Mendiburú, hijo del prócer Juan Martínez de Rozas.